# Go Kyung-pyo
Go Kyung-pyo (en hangul, 고경표; Incheon, 11 de junio de 1990) es un actor y comediante surcoreano. Obtuvo reconocimiento por sus papeles en dramas como Reply 1988 (2015–16), Celos encarnados (2016) y Chicago Typewriter (2017). Su primer protagónico fue en la serie de KBS2 Strongest Deliveryman en agosto de 2017.

## Biografía
El 25 de septiembre de 2020 su agencia confirmó que su madre había fallecido.
Inició para su servicio militar obligatorio el 21 de mayo de 2018, el cual finalizó el 15 de enero de 2020.
El noviembre de 2021 su agencia anunció que había dado positivo para COVID-19 a pesar de tener sus dos vacunas, por lo que se encontraba tomando las medidas necesarias. En diciembre del mismo año, se anunció que se había recuperado y ya había retomado sus compromisos.

## Carrera
Es miembro de la agencia "CL&Company Entertainment".

### 2010–2014: Inicio ySNL Korea
Go debutó en 2010 y se convirtió en un miembro del elenco de segmentos en vivo del programa de comedia Saturday Night Live Korea durante sus tres primeras temporadas. Desde entonces ha participado en el sitcom Standby (2012) y en dramas como Flower Boys Next Door (2013) y Naeil's Cantabile (2014).

### 2015–presente: Creciente popularidad
Ganó un amplio reconocimiento con sus interpretaciones en Reply 1988 (2015) y Celos encarnados (2016). Él ganó el premio "estrella nueva" en el 2016 SBS Drama Awards.
En 2017, coprotagonizó el drama de romance y fantasía de tvN Chicago Typewriter junto a Yoo Ah In e Im Soo-Jung. Durante el mismo año obtuvo su primer protagónico en el drama de KBS Strongest Deliveryman al lado de Chae Soo-bin.
En 2018, participó en el drama médico Cross.
En marzo del 2020 se anunció que estaba en pláticas para unirse al elenco de la serie SF8.
El 7 de octubre del mismo año se unió al elenco principal de la serie Private Life, donde dio vida a Lee Jung-hwan, hasta el final de la serie el 26 de noviembre del mismo año.
El 15 de marzo de 2022 se anunció que estaba en pláticas para unirse al elenco principal de la serie del canal tvN Amor por contrato. El 3 de mayo se confirmó su participación con el personaje de Jung Ji-ho, un hombre rodeado de misterio que tiene un contrato con una mujer para que simule ser su esposa.

## Filmografía

### Series de televisión
| Año        | Título                   | Personaje      | Canal     | Notas                                            | Ref.          |
| ---------- | ------------------------ | -------------- | --------- | ------------------------------------------------ | ------------- |
| 2010       | Jungle Fish - Season 2   | Bong Il-tae    | KBS2      |                                                  |               |
| 2011       | I Believe in Love        | Kwon Pil-young | KBS2      |                                                  |               |
| 2012       | Operation Proposal       | Song Chan-wook | TV Chosun |                                                  |               |
| 2012       | Standby                  | Kim Kyung-pyo  | MBC       |                                                  |               |
| 2012, 2014 | God's Quiz - Season 3, 4 | Seo In-gak     | OCN       | Aparición especial, episodios 10-12              |               |
| 2013       | Flower Boys Next Door    | Oh Dong-hoon   | tvN       |                                                  |               |
| 2013       | Potato Star 2013QR3      | Noh Min-hyuk   | tvN       |                                                  |               |
| 2014       | Naeil's Cantabile        | Yoo Il-rak     | KBS2      |                                                  |               |
| 2015       | Warm and Cozy            | Jung-min       | MBC       | Aparición especial, episodios 1-2                |               |
| 2015-2016  | Reply 1988               | Sung Sun-woo   | tvN       |                                                  |               |
| 2016       | Jealousy Incarnate       | Go Jung-won    | SBS       |                                                  |               |
| 2017       | Chicago Typewriter       | Yoo Jin-oh     | tvN       |                                                  |               |
| 2017       | Strongest Deliveryman    | Choi Kang-soo  | KBS2      |                                                  |               |
| 2018       | Cross                    | Kang In-gyu    | tvN       |                                                  |               |
| 2020       | Private Life             | Lee Jung-hwan  | JTBC      |                                                  | [ 30 ]        |
| 2021       | My Roommate Is a Gumiho  | Sanshin        | tvN       | Aparición especial, 5 episodios                  | [ 31 ] [ 32 ] |
| 2021       | D.P.                     | Soldado        | Netflix   | Aparición especial, temp. 1 ep. 1; temp. 2 ep. 6 |               |
| 2022       | Amor por contrato        | Jung Ji-ho     | tvN       |                                                  | [ 33 ] [ 34 ] |
| 2022       | Connect                  | Oh Jin-seok    | Disney+   | 6 episodios                                      | [ 35 ]        |
| 2024       | Hablando con franqueza   | Song Ki-baek   | JTBC      | 12 episodios                                     | [ 36 ] [ 37 ] |

### Películas
| Año  | Título                          | Personaje              | Nota                   |
| ---- | ------------------------------- | ---------------------- | ---------------------- |
| 2011 | Jungle Fish 2                   | Bong Il-tae            |                        |
| 2012 | Graduation Trip                 |                        | película corta         |
| 2012 | A Millionaire on the Run        | Hyung-chul             |                        |
| 2013 | The Story of Man & Woman        |                        | película corta         |
| 2013 | Horror Stories 2                | Go Byung-shin          | segmento: "The Escape" |
| 2013 | Believe Me                      | Yoon-seong             |                        |
| 2014 | One Summer Night                | Joon-ki                | película corta         |
| 2014 | Man on High Heels               | Jin-woo                |                        |
| 2014 | The Admiral: Roaring Currents   | Oh Duk-yi              |                        |
| 2015 | Casa Amor: Exclusive for Ladies | Pyo Kyeong-soo (cameo) |                        |
| 2015 | Coin Locker Girl                | Chi-do                 |                        |
| 2015 | The Treacherous                 | Gran Príncipe Jinseong |                        |
| 2018 | Seven Years of Night            | Seo-won                |                        |
| 2022 | 6/45                            | Sgt. Chun-woo          | [ 38 ]                 |
| 2022 | Decision to Leave               | Soo-wan                | [ 39 ] [ 40 ]          |
| 2022 | Seúl a toda pastilla            | Woo-sam                | [ 41 ] [ 42 ] [ 43 ]   |

### Programas de variedades
| Año         | Título                                                        | canal | Nota                                    |
| ----------- | ------------------------------------------------------------- | ----- | --------------------------------------- |
| 2020        | Knowing Bros (Ask Us Anything)                                | JTBC  | (ep. #247) - invitado - junto a Seohyun |
| 2016        | Youth Over Flowers: Africa                                    | tvN   | miembro                                 |
| 2011 - 2012 | Saturday Night Live Korea                                     | tvN   | miembro (seasons 1-3)                   |
| 2009        | Nicole the Entertainer's - Introduction to Veterinary Science | Mnet  |                                         |

### Presentador
| Año  | Título                    | Notas                    |
| ---- | ------------------------- | ------------------------ |
| 2020 | 56th Baeksang Arts Awards | presentador de categoría |

### Revistas / sesiones fotográficas
| Año  | Título                | Notas           |
| ---- | --------------------- | --------------- |
| 2020 | Allure Magazine       | [ 48 ]          |
| 2020 | Marie Claire Magazine | junto a Seohyun |
| 2020 | Arena Magazine        | [ 50 ]          |

## Discografía

### OST
| Año  | Título                     | Notas                                                   |
| ---- | -------------------------- | ------------------------------------------------------- |
| 2013 | "I Wake Up Because of You" | a dueto con Kim Seul-gi; para Flower Boys Next Door OST |
| 2017 | "Lalala"                   | Strongest Deliveryman OST                               |